# Glaucocharis dilatella
Glaucocharis dilatella là một loài bướm đêm thuộc họ Crambidae. Nó được tìm thấy ở Úc, bao gồm Nam Úc, Tasmania, Queensland, New South Wales và Victoria.
Sải cánh dài khoảng 15 mm. Bướm trưởng thành có cánh trước màu kem, mỗi nâu đốm and một hàng đốm và màu cam đen dọc theo lề. Các cánh sau là màu nâu nhạt.